# Понежукай
Понежукай (адыг. Пэнэжьыкъуай) — аул, административный центр Понежукайского сельского поселения и Теучежского района Республики Адыгея России.

## География
Расположен на реке Апчас, в 65 км к северо-западу от Майкопа. Через Понежукай проходит региональная автотрасса Адыгейск — Бжедугхабль.

## История
Основан в 1800 году.
- 1924 — центр Джиджихабльского района Адыгейской (Черкесской) АО;
- 1925 — Джиджихабльский район переименован в Понежукайский;
- 1929 — центр Псекупского района Адыгейской АО;
- 1934 — вновь центр Понежукайского района;
- 1940 — Понежукайский район переименован в Теучежский;
- 1956 — передан в состав Тахтамукайского района;
- 1957 — центр Теучежского района;
- 1963 — утрачен статус районного центра;
- 2000 — вновь центр Теучежского района.

## Население
| 1959  | 2002  | 2010  | 2013  | 2014  | 2015  | 2016  |
| ----- | ----- | ----- | ----- | ----- | ----- | ----- |
| 3504  | ↘3388 | ↗3456 | ↘3424 | ↘3420 | ↗3428 | ↘3384 |
| 2017  | 2018  | 2019  | 2020  | 2021  | 2023  | 2024  |
| ↘3338 | ↘3292 | ↘3225 | ↘3189 | ↗3372 | ↘3349 | ↗3401 |

### Национальный состав
По переписи населения 2002 года из 3388 проживающих в ауле, 3339 человек пришлось на 2 национальности:
| Национальность | %    | Численность |
| -------------- | ---- | ----------- |
| Адыгейцы       | 93,8 | 3179        |
| Русские        | 4,7  | 160         |

По переписи населения 2021 года из 3372 проживающих в ауле, 3338 человека указали свою национальность
:
| Народ           | Численность, чел. | Доля от населения, % |
| --------------- | ----------------- | -------------------- |
| Адыги (Черкесы) | 3 126             | 93,64 %              |
| Русские         | 199               | 5,96 %               |

## Образование
Средняя школа №1 имени профессора Намитокова Юсуфа Кадыровича.

## Люди, связанные с аулом
- Хаджебиёков, Руслан Гиссович — депутат Государственной Думы РФ.

## Радиовещание
65,74 МГц «СТС» (звуковое сопровождение) (Краснодар);
89,3 МГц «Новое радио» (Краснодар);
99,7 МГц «Первый канал» (звуковое сопровождение) (Краснодар);
105,2 МГц «Казак FM» (Краснодар);